# Конвекция

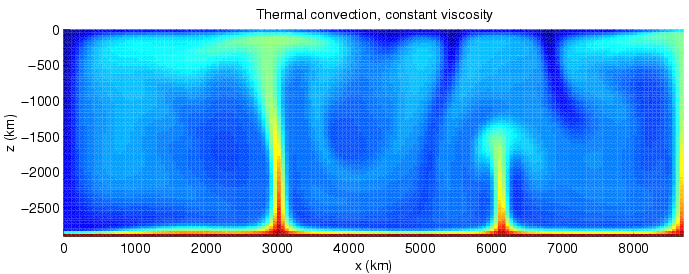
Эта иллюстрация показывает расчётную картину конвективного движения в мантии Земли

Конвекция (от лат. convectiō — «перенесение») — вид теплообмена (теплопередачи), при котором внутренняя энергия передаётся струями и потоками самого вещества. Существует так называемая естественная конвекция, которая возникает в веществе самопроизвольно при его неравномерном нагревании в поле тяготения. При такой конвекции нижние слои вещества нагреваются, становятся легче и всплывают, а верхние слои, наоборот, остывают, становятся тяжелее и опускаются вниз, после чего процесс повторяется снова и снова. При некоторых условиях процесс перемешивания самоорганизуется в структуру отдельных вихрей и получается более или менее правильная решётка из конвекционных ячеек.
Различают ламинарную и турбулентную конвекцию.
Естественной конвекции обязаны многие атмосферные явления, в том числе, образование облаков. Благодаря тому же явлению движутся тектонические плиты. Конвекция ответственна за появление гранул на Солнце.
При вынужденной (принудительной) конвекции перемещение вещества обусловлено действием внешних сил (насос, лопасти вентилятора и т. п.). Она применяется, когда естественная конвекция является недостаточно эффективной.
Конвекцией также называют перенос теплоты, массы или электрических зарядов движущейся средой.

## Виды конвекции

Термохалинная циркуляция

Естественная — нагревание/остывание жидкости, воздуха в комнате, воды в океане, устойчивые ветра (пассаты, муссоны).
Вынужденная — перемешивание жидкости или газа (мешалкой, ложкой, насосом, вентилятором).

## Виды конвекции по причине появления
- Термогравитационная конвекция — обычная, под действием разности температур в поле гравитации, из-за силы Архимеда
  - Ячейки Бенара
- Термокапиллярная конвекция — под действием силы поверхностного натяжения
- Концентрационная конвекция — под действием градиента концентрации растворённого вещества (осмос, см. также эффект Марангони)
- Термомагнитная конвекция — в магнитных жидкостях под действием магнитного поля в поле гравитации
- Гранулярная конвекция[англ.] — в сыпучих неоднородных средах
- Термострессовая конвекция — под действием температурных напряжений
- Термодинамическая конвекция — перенос теплоты потоком вещества, возникающих в поле сил тяжести при неравномерном нагреве газообразных, текучих или сыпучих веществ.[источник не указан 4566 дней]

## Математическое описание
Наиболее популярной моделью для описания конвекции в жидкостях и газах является приближение Буссинеска